# Nyakarwe
Nyakarwe är ett periodiskt vattendrag i Burundi.   Det ligger i provinsen Ruyigi, i den centrala delen av landet, 120 km öster om huvudstaden Bujumbura.
I omgivningarna runt Nyakarwe växer huvudsakligen savannskog. Runt Nyakarwe är det ganska glesbefolkat, med 32 invånare per kvadratkilometer.